# Summa Perusina
Die sogenannte Summa Perusina, präziser bezeichnet als Adnotationes Codicum domini Justiniani, ist eine Kommentierung der ersten acht Bücher des spätantiken Codex Iustinianus (CJ). Erhalten geblieben ist die Zusammenstellung in einer einzigen selbstständigen Handschrift (Codex unicus) aus dem 10. Jahrhundert, die in der Kapitularbibliothek in Perugia aufbewahrt wird (Biblioteca Capitolare, 32).
Ursprünglich wurde der Text als Glossenapparat am jeweiligen Rand von Codexhandschriften eingepflegt. Erst später wurde die letztlich verbliebene Handschrift verfasst. Diese bricht inmitten eines Wortes mit dem Zeilenende (Si te absen) zu CJ 8, 53, 8 ab, was Rückschlüsse darauf zulässt, dass mehr an Text summiert gewesen sein muss. Federico Patetta, Herausgeber der bis heute maßgeblichen Edition, nahm an, dass die ersten neun Bücher des Codex Iustinianus behandelt waren, weil vor dem 12. Jahrhundert die letzten drei Bücher gleichsam vergessen waren. Demgegenüber hat sich Detlef Liebs für alle zwölf Bücher des Codex ausgesprochen, weil zur Zeit der Entstehung der Summa im 7. Jahrhundert noch nicht von einer Abspaltung der letzten drei Bücher ausgegangen werden könne. Die Entstehung datierte Liebs auf das 7. Jahrhundert, „eher in seiner ersten Hälfte“, und zwar in Rom. Er stellte fest, dass der Grundtext auf einer bereits unvollständigen CJ-Ausgabe beruhte, die im Zeitraum vom 8. bis zum 10. Jahrhundert in Italien den originären CJ verdrängen sollte. Liebs ging außerdem davon aus, dass die Handschrift für den Rechtsunterricht geschaffen wurde.
Im Anschluss an Patetta stellte Liebs fest, dass der Autor, er nennt ihn Perusin, ein möglicherweise minderbezahlter Verwaltungsjurist der päpstlichen Kurie, durchaus in der Lage war, schwierige Sachverhalte korrekt zu erfassen und auch weiterzuentwickeln, gleichwohl aber seiner juristischen und sprachlichen Befähigung deutliche Grenzen gezogen gewesen seien und auch bezüglich seiner Motivation eklatante Mängel nachweisbar wären, was er auf Überforderung zurückführt. Neben Flüchtigkeitsfehlern strotze der Text von „Verballhornungen und Verfälschungen, diese zugunsten der Kirche“. Ob die Motivation dazu persönlicher Natur war oder dem Zeitgeist entsprach, lässt sich nicht nachweisen. Die zahllosen Emendationsvorschläge des Rechts- und Wirtschaftshistorikers Enrico Besta seien jedenfalls nicht zielführend gewesen.
Paläografische Untersuchungen der Handschrift haben Ende der 2000er-Jahre durch eine Faksimileausgabe eine Aufwertung erfahren. Wolfgang Kaiser fasst die gewonnenen Erkenntnisse Ciarallis und Longos zusammen, die von zwei Schreibern der Handschrift ausgehen, wobei der zweite erst auf den letzten zwei Seiten in Erscheinung trete. Der erste Schreiber sei der Carolina und der Beneventana mächtig gewesen. Der zweite Schreiber sei unter dem Einfluss griechischer Schrift gestanden. Longo favorisiert Rom, Ciaralli Kampanien als Entstehungsort der Handschrift.
In Rom blieb die Summe bis ins 11. Jahrhundert präsent, denn in Gerichtsurteilen Ottos III. und Heinrichs II. sind einzelne Stellen der Summa Perusina erwähnt. Andere Stellen wurden einer Handschrift der Epitome Iuliani angehängt, wieder andere der kurzen lectio legum (einst lex legum). Nachdem sie über Jahrhunderte vergessen war, wurde die Summa von Barthold Georg Niebuhr 1817 wiederentdeckt.

## Ausgaben
- Gustav Ernst Heimbach: Anekdota zur byzantinischen Gesetzgebung / Teil 2. Iustiniani codicis summam Perusinam anonymique scriptoris collectionem viginti quinque capitulorum item Ioannis Scholastici Patriarchae Constantinopolitani collectionem octoginta septem capitulorum, et Syntomon diairesin tōn nearōn tu Iustinianu, novellarumque constitutionum indicem Reginae, denique anonymique scriptoris De peculiis tractatum. 1969, Neudruck der Ausgabe Leipzig 1840. S. I–XXVII und 1–144. (Digitalisat)
- Federico Patetta: Adnotationes Codicum Domini Justiniani (Summa Perusina) [= Bullettino dell'Istituto di diritto romano 12 (1899)] (Rom; 1900; repr. Florenz, 2008 zum Faksimile)
- C. Radding und A. Ciaralli: Das Corpus Iuris Civilis im Mittelalter: Manuskripte und Überlieferung vom sechsten Jahrhundert bis zur juristischen Wiedergeburt (Leiden, 2007). S. 42 f. und 69 f.